# Haan (město)
Haan je město v německé spolkové zemi Severní Porýní-Vestfálsko. Je třetím největším městem zemského okresu Mettmann ve vládním obvodu Düsseldorf. Od Düsseldorfu, hlavního města spolkové země, je vzdáleno přibližně 17 km na jihovýchod. 
Ve městě žije přibližně 31 tisíc obyvatel.

## Historie

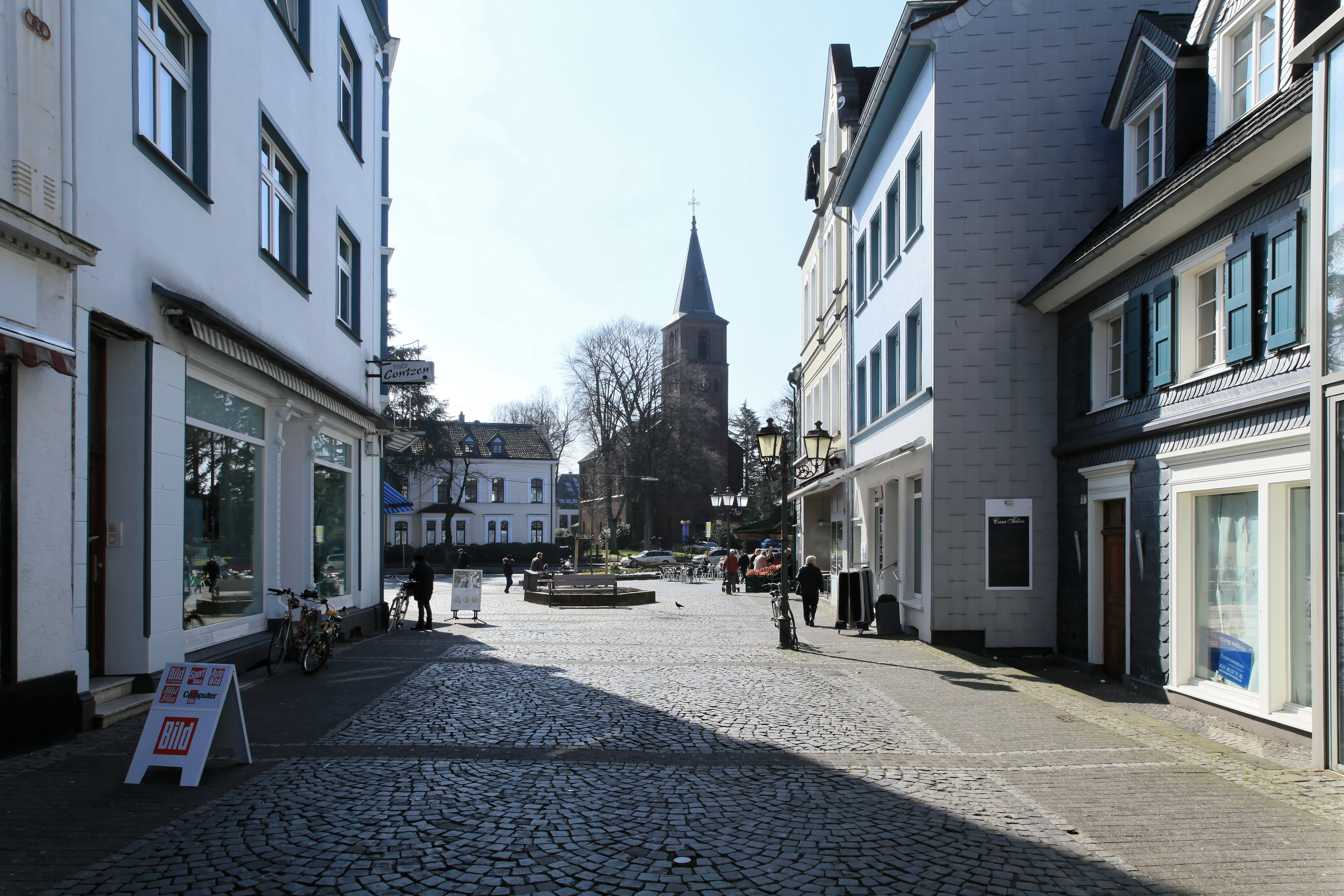
Friedrichstraße, Alter Markt a Evangelický kostel

Počátky Haanu se datují do pravěku, do doby kolem roku 2200 před naším letopočtem, kdy byla v dnešním centru města založena osada obehnaná valem, s palisádovým plotem a hájkem. V souladu s tím jméno „Haan“ mělo být odvozeno od Hagen – „hájek“.
Od roku 718 n. l. Haan ležel blízko sasko-franské hranice mezi Sonnbornem a Elberfeldem (obě obce jsou nyní součástí Wuppertalu). Kaiserstrasse byla cestou pro franské jednotky na východ, v Haanu bylo tržiště se skladem, který zásoboval vojáky. Haan s Hildenem náležely církevní správou ke kolínské arcidiecézi. Kolem roku 850 byla na starém kostelním náměstí postavena předrománská kaple či kostel, který v roce 935 vysvětil kolínský arcibiskup Wichfried. Po ustavení hrabství a posléze vévodství Berg připadla osada tomuto panství Svaté říše římské.
V roce 1386 byla poprvé písemně zmíněna silnice z Hildenu přes Haan do Elberfeldu, dnešní spolková silnice 228. První doklady o řemeslech: brusičství a tkalcovství, které bylo v Haanu rozšířeno až do 20. století, lze datovat do roku 1589 a 1724.
V druhé polovině 16. století byl haanský kostel reformován.
Do roku 1806 patřily Haan, Obgruiten a Gruiten pod správu úřadu v Solingenu a Ellscheid pod Mettmann. V roce 1808 se města Haan, Ellscheid, Millrath (dnes Erkrath), Gruiten, Schöller a Sonnborn (obě dnes součásti Wuppertalu) dostaly pod francouzskou nadvládu a byly sjednoceny pod správu radnice v Haanu („Mairie Haan“). V roce 1815 byly začleněny do Pruského království. Neměly starostu, správu obstarávalo sedm farností: v Haanu, Ellscheidu, Millrathu, Gruiten, Schöller, Obgruiten a v Sonnbornu. V roce 1841 byla dokončena železniční trať Elberfeld — Gruiten — Düsseldorf a Haan k ní připojen. V roce 1867 byl připojen k trati Ohligs-Gruiten. V roce 1899 byla zavedena tramvajová trať z Benrathu (dnes vedoucí až do Düsseldorfu) přes Haan a Hilden do Vohwinkelu (dnes do Wuppertalu). 
Městská práva byla Haanu udělena v roce 1921.
Na přelomu let 1944/1945 byly na Nový rok bombardovány obytné čtvrti v Horním a Středním Haanu. 16. dubna 1945 vstoupily do Haanu americké jednotky Spojenců, v červenci 1945 je nahradili Britové.
Od 14. července 2017 má Haan oficiální přídomek „Zahradní město“ (Gartenstadt Haan) podle zahrad, které obklopují mnohé obytné domy od 19. století, podle úrodné půdy, zavlažované ze severu řekou Düssel a z jihu řekou Itter, a také podle tradic zahradnictví a obchodů se semeny.

## Ekonomika
Město je převážně průmyslové, převažují strojírenské a stavební firmy (Emerson Electric Company, Discher Technik GmbH, Ostermann Furnitures, Rockwell Automation, Bohle Group, Unipol Haan, Daimler Truck AG). Industriální zóna je důsledně oddělená od obytných čtvrtí. 

## Památky a architektura
- Evangelický kostel – novogotická cihlová stavba z roku 1864 stojí na místě raně středověkého chrámu založeného roku 835; ve věži je jeden renesanční zvon z roku 1542.
- Římskokatolický kostel sv. Chryzantha a Darie, moderní stavba z roku 1956 (na místě zbořeného novogotického kostela z roku 1869).
- Románská věž v Gruitenu, z 12. století; chrámová loď se zřítila roku 1894, po té byl kostel zbořen a nahrazen novorománským kostelem sv. Mikuláše nedaleko odtud.
- Radnice – novoslohová stavba s prvky secese
- Heidelberger Mühle – Heidelberský mlýn – komplex hrázděných domů vodního a větrného mlýna

## Partnerská města
- Eu, Francie (1967)
- Berwick-upon-Tweed, Spojené království (1982)
- Bad Lauchstädt, Německo (1990)
- Dobrodzień, Polsko (2004)

## Galerie

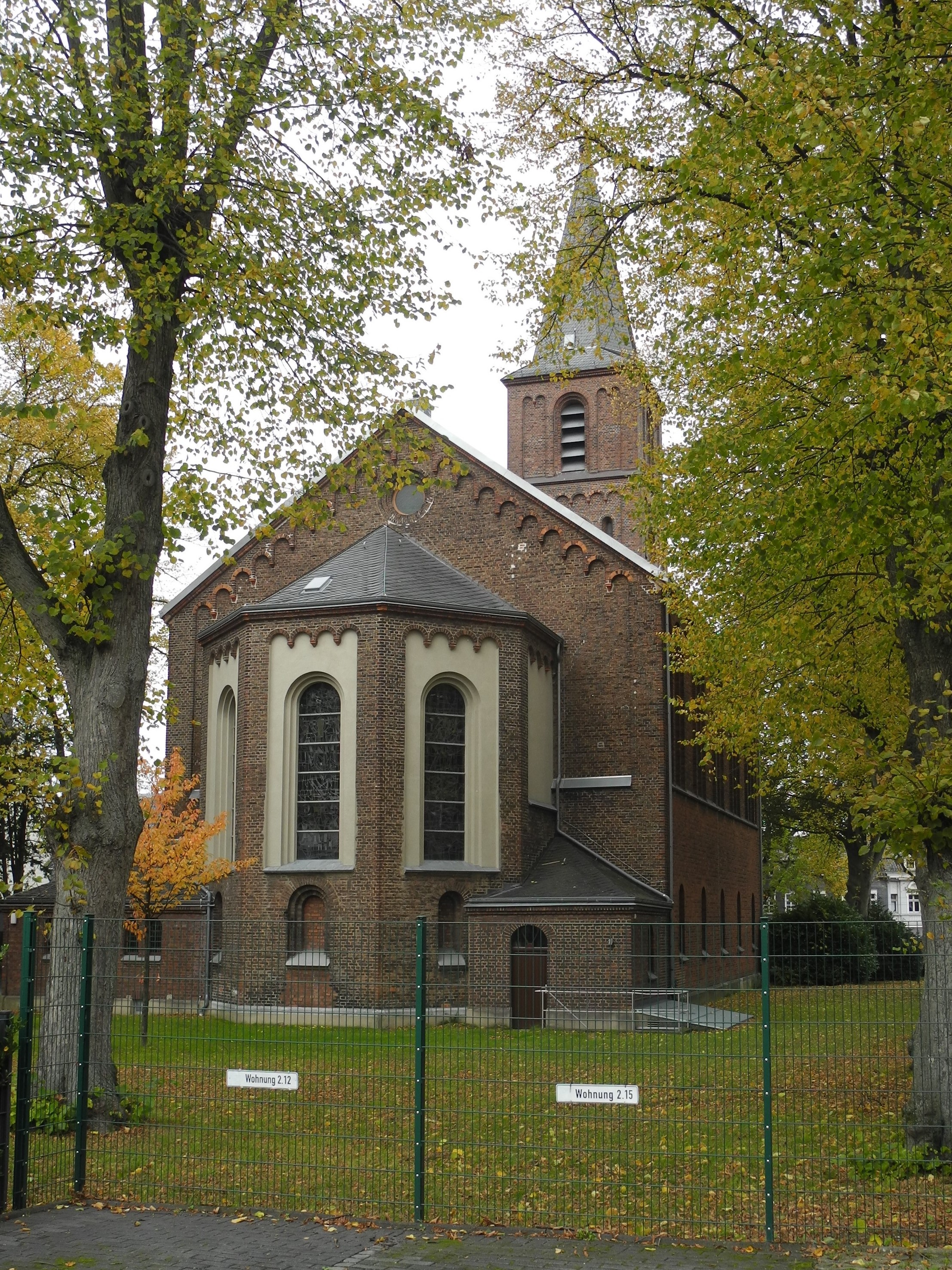
Evangelický kostel
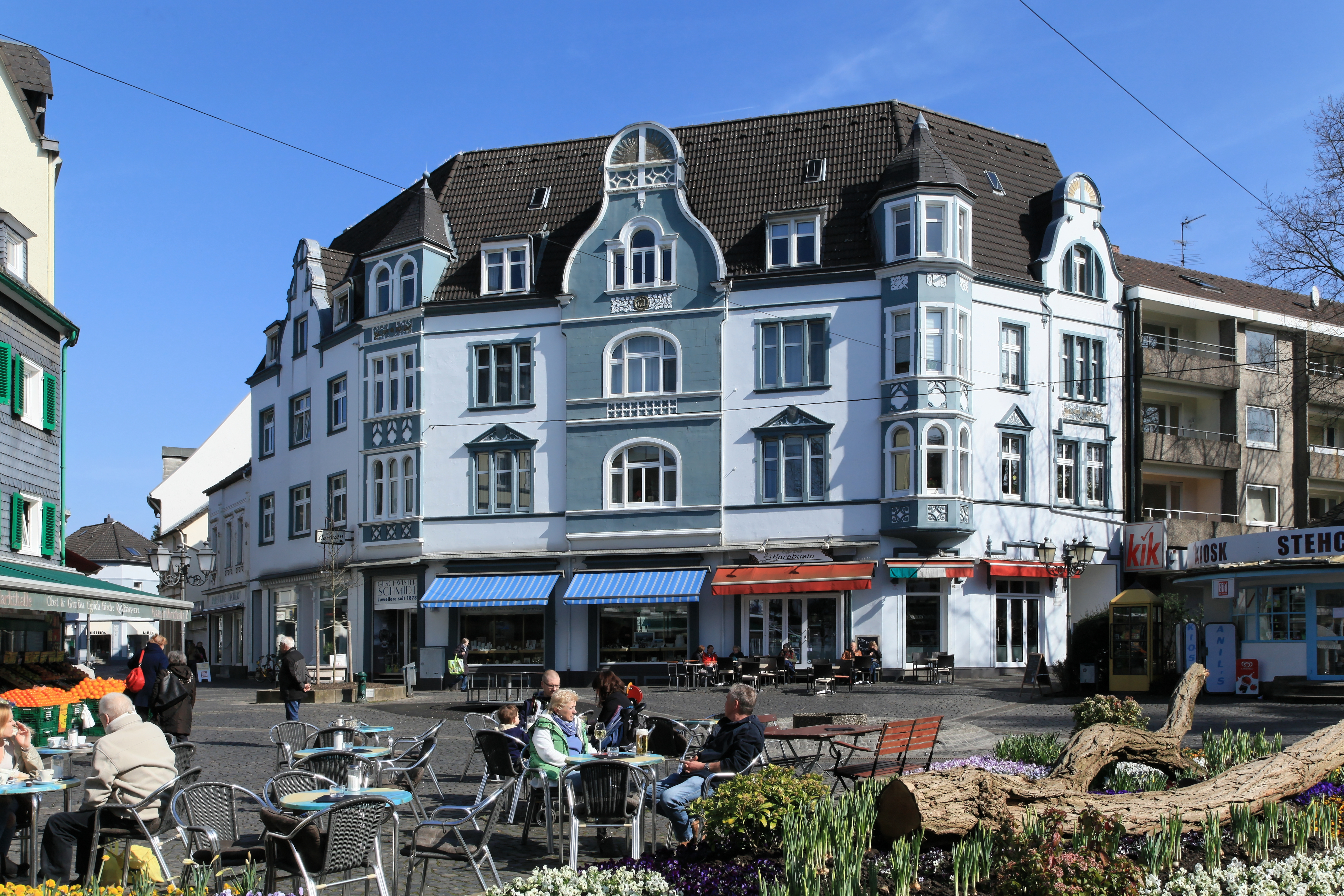
Altermarkt
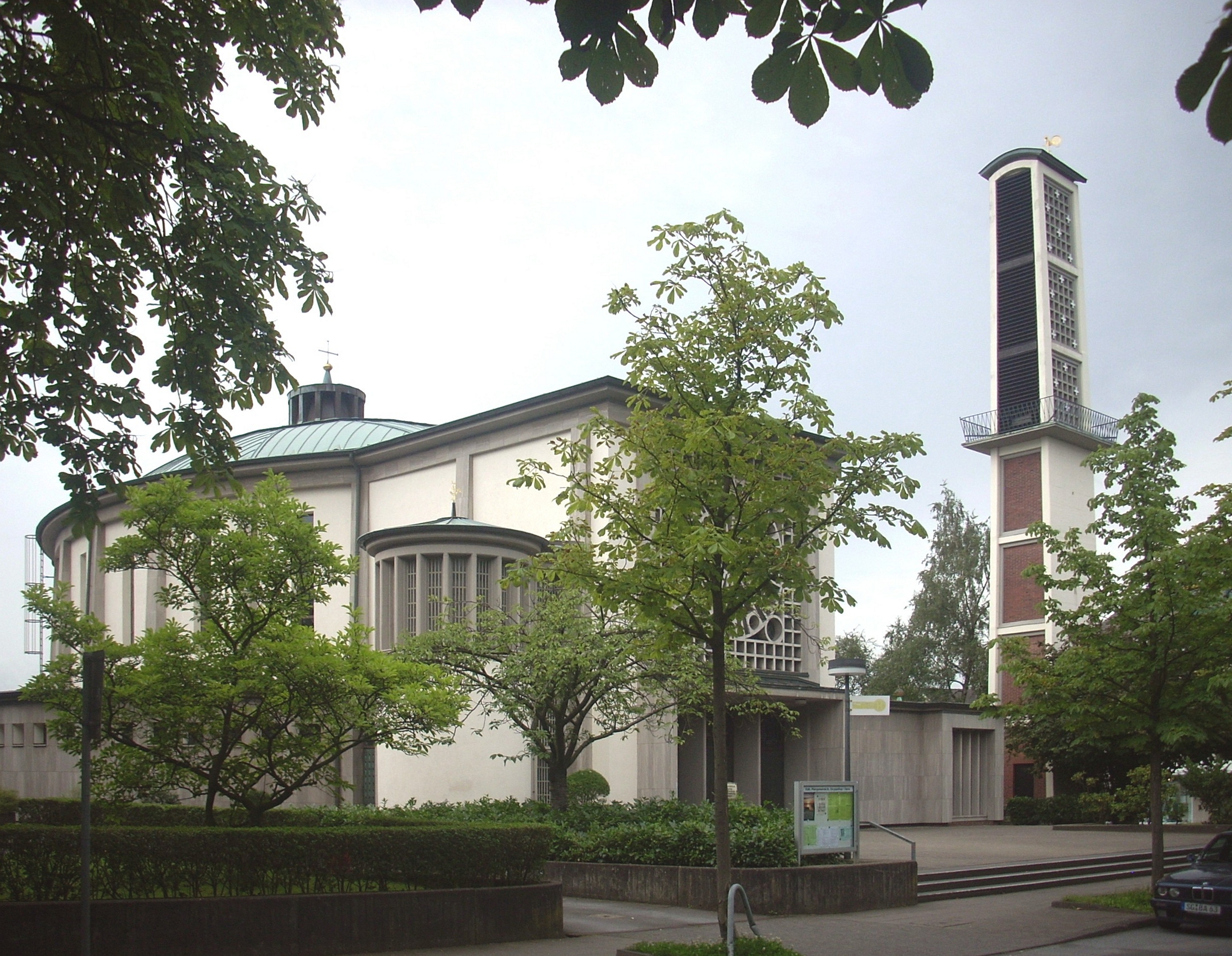
Kostel sv. Chrysantha a Daria
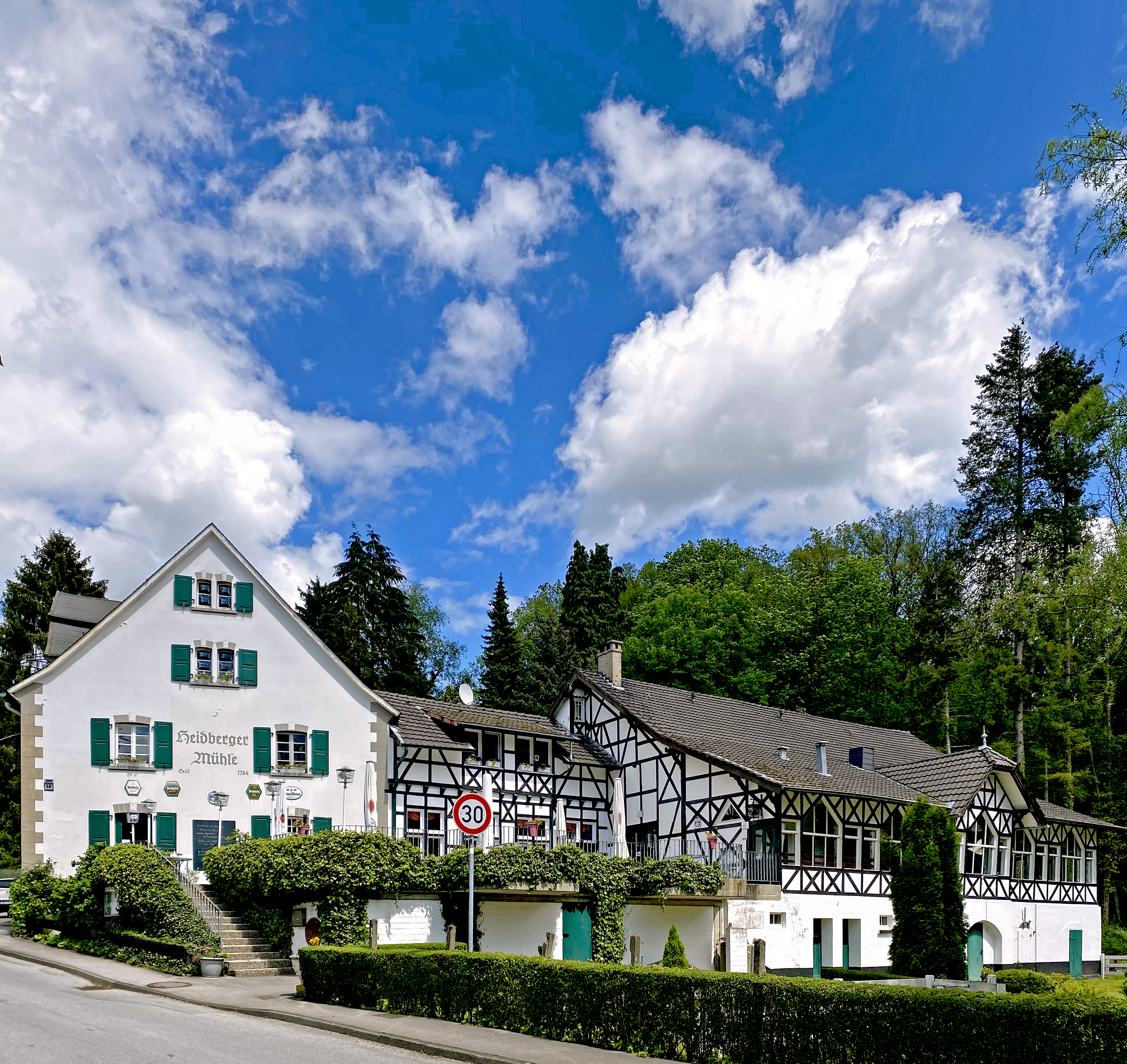
Heidelberský mlýn
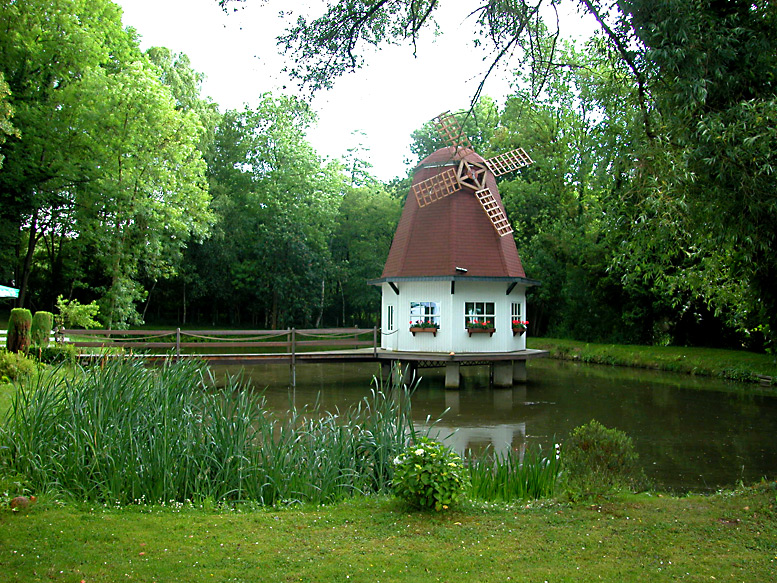
Heidelberský mlýn
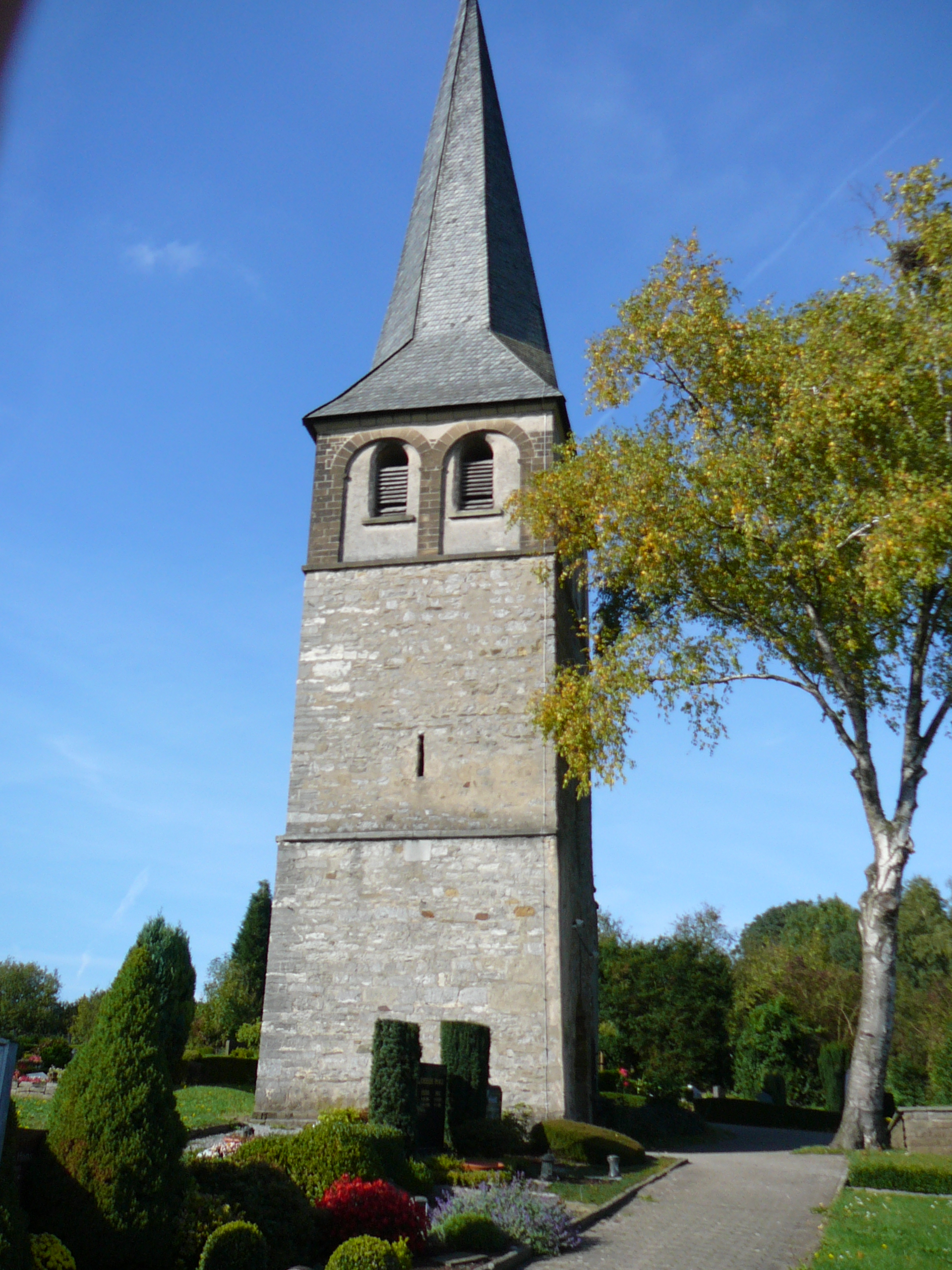
Věž v Gruitenu